# Maison Dejace
La maison Dejace est une habitation unifamiliale située sur les hauteurs de Tilff dans la commune d’Esneux. Réalisée par l’architecte Charles Dumont en 1988, elle s'est construite de par la forme singulière du terrain où elle s’implante ainsi que par la volonté de la maître de l’ouvrage d’aboutir à une réalisation reflétant pleinement sa personnalité. Cette maison est la dernière que Charles Dumont suivra jusqu’à son achèvement complet.

## Présentation
La propriétaire, Mme Dejace, fait appel en 1986 aux services de Charles Dumont pour réaliser sa maison personnelle. Elle souhaite ériger une habitation à petit budget pour y vivre seule et qui sera capable d'affirmer sa personnalité. Sensible à l’écologie, elle va soumettre comme seules contraintes à l’architecte : préserver le terrain ainsi que chaque arbre présent sur la propriété, se protéger de la rue pour ensuite s’ouvrir à l’arrière et profiter de la vallée de l’Ourthe, penser la maison sur mesure. Pour la forme et l’organisation du bâtiment, la maître de l’ouvrage fait confiance à Charles Dumont qui lui proposera, un peu plus tard, une multitude de croquis d’esquisses différentes réalisés par l’ensemble des membres de l’atelier d’architecture du Sart Tilman, bureau qu'il crée en 1984 avec Claude Strebelle.
La partie conception ainsi que l'ensemble de la construction du projet s’étaleront respectivement sur les années 1987 et 1988. A finalité, Le projet témoigne d’une grande maîtrise de la part de l’architecte pour élaborer la synthèse de l’ensemble des questions qui l’ont nourri. Alain Richard confirme en déclarant « La manière Dumont, c’est la prise en compte du terrain, du voisinage, du contexte, du budget et des autres données, mais surtout et avant tout de l’homme, de l’habitant, de l’utilisateur. »

## Projet

### Implantation
Situé à flanc de colline, le long d’une rue menant au campus universitaire du Sart Tilman, le terrain profite d’une vue plongeante sur la petite entité de Tilff et la vallée de l’Ourthe avec une orientation plein Sud. Sa forme particulière en triangle influence fortement Charles Dumont dans la conception de la maison.
Un terrain triangulaire, donc une habitation triangulaire. C’était une évidence pour l’architecte. C’est pourquoi chaque esquisse réalisée par les membres du bureau questionnait principalement l’organisation du programme dans un triangle.

### Esprit de l'architecte
Charles Dumont est un architecte soucieux de trouver des solutions architecturales imprégnées de préoccupations qui sont, selon lui, fondamentales : proposer un bien qui répond aux besoins et aux moyens du maître de l’ouvrage ; dialoguer avec le contexte environnement ; rechercher un équilibre des espaces, des formes et des matériaux ; se détacher du règne minéral pour proposer une expression plus poétique et spirituelle.

### Programme
La proposition finale permet à la pièce de vie ainsi qu’à la chambre située à l’étage de profiter pleinement de la nature, comme souhaité par la maître de l’ouvrage.
Pour y parvenir, Charles Dumont place le projet au point haut du terrain. Les deux côtés orientés Nord et Est, à rue, ferment l’angle du terrain triangulaire et sont recouverts de bardeaux de cèdre. Ils forment une « carapace » qui protège l’habitante de la rue. Quant au troisième côté de la maison, il initie un mouvement par sa courbure convexe et s’ouvre généreusement vers le Sud. Cette courbe n'est pas un geste réalisé par hasard car selon lui « si elle naît d’une pulsion intérieure, en plus d’être belle, elle donne vie à l’espace ». La façade est recouverte d’un enduit clair et, par sa composition, crée un dialogue intéressant entre l’intérieur et l’extérieur. Un plan d’eau et des gradins fleuris descendant la pente naturelle du terrain accentuent le mouvement en répétant la courbe.

### Toiture
La toiture en ardoises naturelles doit sa forme particulière aux volumes intérieurs. Côté Sud, Elle recouvre d’abord le rez-de-chaussée pour ensuite s’incliner plus fortement et fermer l’étage tel un mur. De l’autre côté, à rue, la toiture vient se relier délicatement aux bardeaux de cèdre des façades Nord et Est. L’angle est formé d’un arc concave ce qui permet de ramener l’eau de la toiture qui tombe en cascade en pied de mur.

### Intérieur
Charles Dumont a conçu la maison dans les moindres détails. Il disait « La maison est un organisme vivant (…) : elle vit dans son ensemble et dans ses détails. La maison est un épiderme du corps humain ». Une fluidité des espaces et des formes unifie les lieux de vies qui proposent diverses fonctions. Du simple mobilier intégré au choix des peintures, tout contribue à une harmonie d’ensemble. Les baies de fenêtres participent également et dynamisent les espaces de par leur forme particulière. Toute l’étude a permis à la propriétaire d’habiter sa petite maison sans contrainte ni enfermement. Elle dira même s’être réveillée après la première nuit comme si elle vivait les lieux depuis toujours.

## Concours
Avec ce projet, Charles Dumont a participé à un concours pour lequel il réalise de minutieux plans à la plume. Un texte accompagnait la présentation de la maison où il avait choisi comme conclusion une pensée de Rudolph Steiner : « L’architecte humaniste peut renouer les liens avec les personnes pour qui il construit grâce à un langage commun, celui de l’esprit qui veut se révéler, parler de langage des formes… cela ramène l’architecte vers plus d’humilité et vers la véritable dimension de sa tâche ».